# SUMO1
SUMO1 (англ. Small ubiquitin-like modifier 1) – білок, який кодується однойменним геном, розташованим у людей на короткому плечі 2-ї хромосоми.  Довжина поліпептидного ланцюга білка становить 101 амінокислот, а молекулярна маса — 11 557.
| 10         |  | 20         |  | 30         |  | 40         |  | 50         |
| ---------- |  | ---------- |  | ---------- |  | ---------- |  | ---------- |
| MSDQEAKPST |  | EDLGDKKEGE |  | YIKLKVIGQD |  | SSEIHFKVKM |  | TTHLKKLKES |
| YCQRQGVPMN |  | SLRFLFEGQR |  | IADNHTPKEL |  | GMEEEDVIEV |  | YQEQTGGHST |
| V          |  |            |  |            |  |            |  |            |

A: Аланін

C: Цистеїн

D: Аспарагінова кислота

E: Глутамінова кислота

F: Фенілаланін

G: Гліцин

H: Гістидин

I: Ізолейцин

K: Лізин

L: Лейцин

M: Метіонін

N: Аспарагін

P: Пролін

Q: Глутамін

R: Аргінін

S: Серин

T: Треонін

V: Валін

Кодований геном білок за функцією належить до фосфопротеїнів. 
Задіяний у таких біологічних процесах як взаємодія хазяїн-вірус, убіквітинування білків, ацетиляція, альтернативний сплайсинг. 
Локалізований у клітинній мембрані, цитоплазмі, ядрі, мембрані.